# Коледж об'єднаного світу Лестера Пірсона
Тихоокеанський коледж об'єднаного світу ім. Лестера Пірсона (англ. Lester B. Pearson United World College of the Pacific (Pearson College UWC)) — приватний міжнародний коледж-інтернат, розташований поблизу муніципалітету Метчосін, Велика Вікторія, Британська Колумбія на практично незайманому узбережжі острова Ванкувер. В коледжі виховуються та навчаються до 200 учнів старших класів із 120 країн світу. Щорічно із стін коледжу випускають до 100 студентів близько із 90 країн світу. Коледж є членом Ради міжнародних шкіл (англ. Council of International Schools — «CIS») та входить до всесвітньої мережі «Коледжі об'єднаного світу» і є другим із коледжів, який отримав статус члена цього міжнародного освітнього руху.

## Коротка історія
Ідейним натхненником заснування коледжу був Лестер Пірсон, колишній прем'єр-міністр Канади, лауреат Нобелівської Премії Миру 1957 року. Він започаткував роботу із створення коледжу та став почесним його головою, однак, коли проект було розпочато, помер у 1972. В пам'ять про Лестера Пірсона коледж було названо на його честь.
Будівельні роботи розпочалися у 1973 і були завершені у 1974. У коледжі була запроваджена освітня програма повної загальної середньої освіти, орієнтована на учнів старших класів (11, 12 класи) Diploma Programme (укр. Програма для здобуття диплома) міжнародного бакалаврату і 1 січня 1974 коледж успішно пройшов процедуру акредитації власником та розробником цієї програми — некомерційним освітнім фондом «International Baccalaureate®».
25 вересня 1974 перші 100 учнів розпочали свій навчальний рік. Урочисте відкриття коледжу відбулося наступного року, на якому були присутні лорд Маунтбеттен, прем'єр-міністр Канади Жан Кретьєн та Чарльз, принц Уельський.

## Опис
Коледж розташовується у побудованих у сучасному стилі «West Coast» (укр. стиль «Західного узбережжя Канади») корпусах та будівлях, що підкреслює пошану до природного середовища, і розташованих на території практично незайманої природи острова Ванкувер, за 9 кілометрів від його столиці.
Основними будівлями і спорудами є обладнані наукові лабораторії, навчальні класи, столова, яка також слугує місцем загальних зібрань і зустрічей, театр на 300 місць, мала актова зала, зали візуальних мистецтв, освітній ресурсний центр, бібліотека та духовний центр. Для проживання учнів і частини персоналу призначені 5 житлових корпусів. Унікальними архітектурними спорудами є плавучий морський науковий центр у затоці та обсерваторія. Морська наукова лабораторія має добре обладнані набережну із причалами та лабораторію екологічних систем із клубом підводного плавання. Обсерваторія розташована на вершині пагорба та обладнана найбільшим у Канаді приватним телескопом і надає можливість учням досліджувати нічне небо.
До спортивних споруд відносяться 25 м критий басейн, тренажерна зала, відкритий тенісний корт, баскетбольний і волейбольний майданчики, футбольне поле, загальна спортивна зала і протяжні пішохідні та велосипедні маршрути, які виходять від кампуса. Учні також мають можливість відвідувати морський екологічний заповідник і маяк «Race Rock» і вивчати морських слонів та інших морських тварин і риб у їх природному середовищі.
У коледжі навчаються учні віком 16 — 19 років (11 та 12 класи). Претенденти на навчання відбираються на конкурсній основі національними комітетами Коледжів об'єднаного світу, які функціонують більше, ніж у 150 країнах світу. Претенденти з України відбираються національним комітетом «UWC Україна». Основні критерії відбору наведені на сайті комітету. Питання оплати за проживання і навчання учнів вирішуються Національними комітетами Коледжів Об'єднаного Світу під час відбирання претендентів для навчання як у коледжі Пірсона, так і у інших 17-ти Коледжах Об'єднаного Світу.

## Освітні програми
Учні за два роки повинні опанувати програму міжнародного бакалаврату, яка складається із шести груп навчальних предметів:
- мова та література
- друга іноземна мова
- суспільствознавство
- природничі науки
- математика
- мистецтво і культура

Детально про усі предмети, що входять до кожної з цих груп, можна довідатися із інформації про галузь акредитації коледжу на сайті Міжнародного бакалаврату.
Для можливості здобути «ib-диплом» учень повинен опанувати принаймні по одному предмету із кожної з груп. При цьому, допускається замість предмету з шостої групи додатково обрати будь-який з предметів, що входять до 1-5 груп. Учень може обирати конкретні предмети в залежності від того, яку професію планує опановувати і від того, які саме предмети потрібні для прийому у конкретні навчальні заклади, де планується здобувати вищу освіту.

## Мовні програми
Основною мовою викладання є англійська. У коледжі одна із найбагатших можливостей вибору «другої іноземної мови» — серед традиційних французької, іспанської, німецької, такі рідкісні навіть для міжнародних шкіл мови, як маратхі, непальська, малайська, ньянджа, урду, лаоська, шона тощо.
Особливістю школи є те, що учні мають змогу вивчати і українську як у обсязі необов'язкового курсу, так і з можливістю складання іспитів за вимогами програми «IB Diploma Programme» на рівні «UKRAINI A LIT».

## Літні програми
Під час літніх канікул, коли основна частина учнів роз'їжджається по домівках або подорожує, у коледжі організовують Пірсонський семінар з молодіжного лідерства (англ. The Pearson Seminar on Youth Leadership (PSYL)). Семінар являє собою інтенсивну, інтерактивну навчальну експериментальну програму для дітей віком від 15 до 18 років. У цей час у коледжі можуть перебувати як його учні, які з різних причин залишилися в коледжі, так і діти із усього світу. Учні з Британської Колумбії можуть отримати до 4 кредитів за успішне завершення програми семінару у рамках навчального плану 12-го класу.
Під час семінару учні навчаються та отримують практичні навички бути лідером, вирішуючи практичні питання. Навчання у липні-серпні 2017 проводилися за такими темами:
- Екологічна екскурсія на свіжому повітрі в умовах помірно-тропічного лісу
- Місцеві, національні та міжнародні питання соціальної справедливості
- Творча дія та зміни на основі мистецтва
- Ідеї та традиції корінного населення
- Сприяння, перетворення конфліктів та посередництво
- Міжкультурне та різноманітне навчання
- Навички спілкування та оповідання
- Вивчення особистого відображення та самосвідомості
- Критичне мислення, вирішення проблем та прийняття групових рішень

## Видатні та відомі випускники і учні
| Фото | Прізвище          | Опис | Країна             |
|      | Дуглас Александер | Британський політик-лейборист, радник Ґордона Брауна, депутат парламенту (1997), міністр транспорту і міністр у справах Шотландії (2006–2007), міністр міжнародного розвитку Великої Британії (2007-2010), Міністр закордонних справ Великої Британії у тіньовому уряді (з 2011) | Велика Британія    |
|      | Венді Александер  | Шотландська політик-лейборист, депутат парламенту Шотландії, лідер лейбористської партії у парламенті (2007–2008), обіймала урядові посади в уряді Шотландії | Шотландія          |
|      | Стівен Дауті      | Британський політик-лейборист, депутат парламенту (з 2012), Міністр закордонних справ Великої Британії у тіньовому уряді (до 2011) | Велика Британія    |
|      | Лене Есперсен     | Генеральний директор Данської асоціації архітектурних фірм, колишня данська політик, депутат Парламенту Данії (1994–2001), міністр юстиції (2001-2008), міністр економіки та бізнесу (2008-2010), міністр закордонних справ (2010-2011), заступник прем'єр-міністра (2008-2011)  | Данія              |
|      | Абіодун Вільямс   | Сьєрра-Леонський політолог, академік, фахівець з питань запобігання та управління конфліктами, миротворець, президент Гаазького інституту глобальної справедливості в Гаазі (2013-2016)                                                                                          | Сьєрра-Леоне       |
|      | Крейґ Скотт       | Канадський політик, депутат парламенту (2012-2015), академік | Канада             |
|      | Еван Адамс        | Канадський актор, драматург та лікар індіанського походження, заступник очільника відділу охорони здоров'я Міністерства охорони здоров'я Британської Колумбії, очолює напрям охорони здоров'я корінних народів                                                                   | Канада             |
|      | Пітер Сендс       | Британський банкір, виконавчий директор Глобального фонду боротьби зі СНІДом, туберкульозом та малярією, виконавчий директор Standard Chartered (2006-2015) | Велика Британія    |
|      | Рамі Адіб         | Засновник і генеральний директор вебпроекту «Snip.it», інвестор у вебкомпанії, такі як SquareSoft та GroupMe | Єгипет             |
|      | Джонатан Кіс-Лев  | Ізраїльський активіст руху за мир, художник у стилі наївного і вуличного мистецтва, телевізійний діяч | Ізраїль            |
|      | Ернан Хіменес     | Костариканський кінорежисер, сценарист, актор і комік | Коста-Рика         |
|      | Тодд Сампсон      | Австралійський документаліст канадського походження, відзначений численними преміями, телеведучий, актор, генеральний директор «Leo Burnett Worldwide» | Канада · Австралія |
|      | Енн Енрайт        | Ірландська письменниця, лауреат Букерівської премії | Ірландія           |

## Українці в Pearson College UWC
Кожного року коледж випускає учнів з 90 країн світу, серед яких є і українці, рекомендовані на навчання за результатами конкурсного відбору національним комітетом «UWC Україна». Дві випускниці коледжу наразі очолюють Національний комітет «UWC Ukraine». Це президент «UWC Ukraine» Олена Янчук, перша учениця з України, випускниця 1996 року, та виконавчий директор Анна Васильєва, випускниця 2014 року.
Завдяки успішності та успіхам у опануванні профільних дисциплін учні з України, як і з багатьох інших країн, отримують пропозиції від фонду Девіса на отримання стипендій для продовження навчання у вищих навчальних закладах США.

### Випускники коледжу, які здобули ґранти на навчання
| Ім'я              | Ґрант на навчання, спеціальності | Стажування та робота |
| Олена Анощенко    | Коледж Льюїса і Кларка біологія  | Фармацевтична школа університету Вашингтона (англ. University of Washington School of Pharmacy), Наукова корпорація Ґілеад (англ. Gilead Sciences, Inc.,), Центр досліджень раку Фреда Хатчінсона (англ. Fred Hutchinson Cancer Research Center), Інститут досліджень інфекційних хвороб (англ. Infectious Disease Research Institute) |
| Марко Демків      | Коледж Льюїса і Кларка           | |
| Ганна-Софія Лесів | Стенфордський університет        | The Mercury News, The Stanford Daily |
| Софія Шмиглик     | Рочестерський університет        | BUSINESSEUROPE, European Public Law Organization |